# Brezovci, Puconci
Brezovci (madžarsko Vasnyíres) so naselje v Občini Puconci.